# Sunniva van Selje

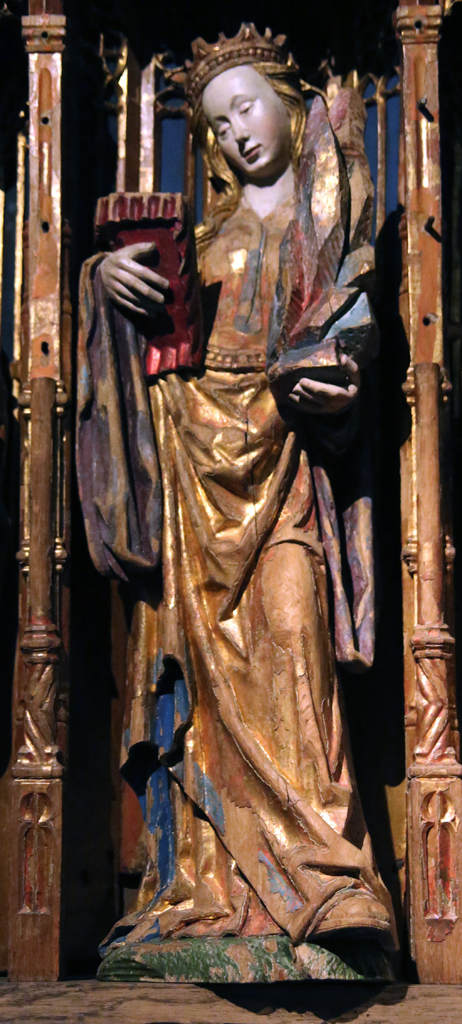
Middeleeuws beeld van de heilige Sunniva

De heilige Sunniva was volgens de overlevering een Ierse prinses die in de 10e eeuw naar Noorwegen vluchtte en daar als martelares stierf. Het klooster van Sint-Sunniva op Selja, het eiland waar zij stierf, speelde een belangrijke rol in de kerstening van Noorwegen. Sunniva is de beschermheilige van het bisdom Bergen.
Het is niet duidelijk of Sunniva echt bestaan heeft. Haar legende vertoont veel overeenkomsten met andere Ierse heiligenverhalen. Mogelijk is de legende gebaseerd op een waargebeurd verhaal over een groep Ierse vluchtelingen die in Noorwegen belandden, en werd het verhaal in de loop der tijd vereenvoudigd tot een verhaal over één persoon in de vorm van Sunniva.

## Legende
Rond het jaar 1170 werd het verhaal van de heilige Sunniva neergeschreven in Acta sanctorum in Selio. Dit manuscript vormt de belangrijkste bron van informatie over Sunniva.
Volgens de overlevering moest zij in de 10e eeuw uit Ierland vluchtten toen haar land binnengevallen werd door een heidense koning die met haar wilde trouwen. Sunniva en haar volgelingen verlieten Ierland op drie schepen zonder zeil, roer of roeiriemen. Ze dreven noordoostwaarts naar de westkust van Noorwegen, dat nog heidens was. De vluchtelingen verstopten zich op de onbewoonde eilandjes Selja en Kinn in de huidige provincie Sogn og Fjordane.
De plaatselijke bevolking was bang voor de vreemdelingen. Ze werden verdacht van het stelen van schapen. Viking-koning Håkon Jarl stuurde daarom een aantal soldaten om ze te doden. Sunniva en haar volgelingen gingen in gebed om God te smeken de grot waarin ze verbleven in te laten storten, zodat ze niet in handen van de heidenen zouden vallen. De grot stortte inderdaad in en Sunniva en haar volgelingen kwamen om.

## Klooster op Selja
In latere jaren waren er berichten van wonderen die op Selja plaatsvonden. Volgens de legende onderzocht koning Olaf Tryggvason het eiland in 996 en vond het lichaam van Sunniva geheel intact, alsof ze niet dood was maar alleen sliep. Naast het lichaam werden ook een aantal skeletten gevonden. De overblijfselen werden verzameld en in een schrijn geplaatst.
Selja werd een pelgrimsoord, en in de 11e eeuw werd een klooster op het eiland gesticht door Engelse benedictijnse monniken. Rond het schrijn van Sunniva werd een kerk gebouwd dat de zetel van de bisschop werd. Ook in de grot werd een kerk gebouwd. De heilige Olaf zou bij zijn terugkeer naar Noorwegen in 1015 op Selja geland zijn om te bidden in de kerk en grot van Sunniva voordat hij ten strijde trok en het land onder zijn heerschappij verzamelde.

## Schrijn in Bergen

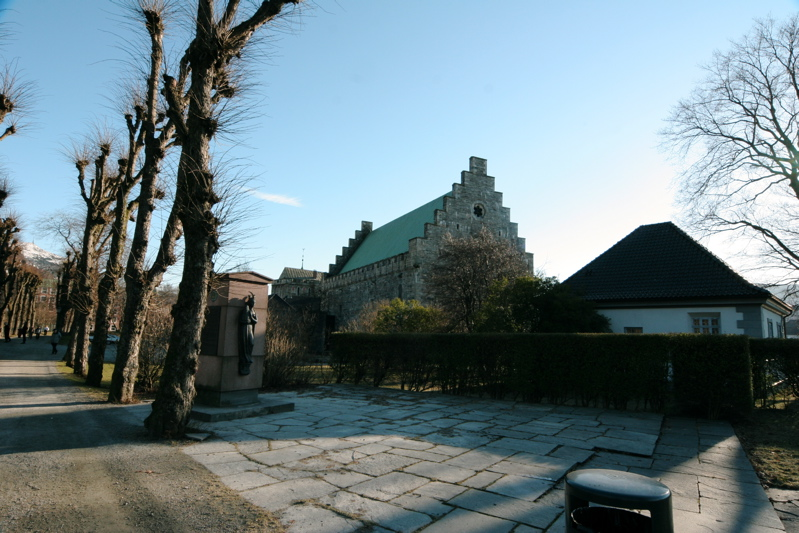
Op de plek van het altaar van de vroegere kathedraal Kristkirken in Bergen staat een gedenksteen met een beeld van de heilige Sunniva.

In 1170 werd de bisschopszetel verplaatst van Selja naar de nieuwe kathedraal Kristkirken in Bergen. Hierbij werd ook het schrijn van Sunniva naar Bergen verplaatst en op het hoogaltaar van de kerk geplaatst. Tijdens de stadsbranden van 1170-1171 en 1198 werd het schrijn van Sunniva uit de kerk gehaald en de stad in gedragen. Volgens de overlevering werd hiermee de brand bedwongen, wat als een wonder gezien werd. De kerk werd in 1531 afgebroken en het is niet duidelijk wat er met het schrijn van Sunniva gebeurd is.

## Herdenking
Op de gevel van de Nidaros-domkerk in Trondheim staat een beeld van St. Sunniva. Het gemeentewapen van Selje (dat het eiland Selja omvat) toont een afbeelding van de heilige Sunniva. Verschillende Noorse scholen en Noorse en Engelse schepen zijn naar haar vernoemd.
Sunniva wordt erkend als heilige door zowel de Rooms-Katholieke Kerk als de orthodoxe kerk. Sunniva's feestdag is 8 juli. Ook de dag dat haar schrijn naar Bergen werd overgebracht (31 augustus, Translatio Sunnivae) wordt gevierd. De orthodoxe gemeente van Oslo organiseert pelgrimstochten naar het eiland Selja.